# Håkan Ericson

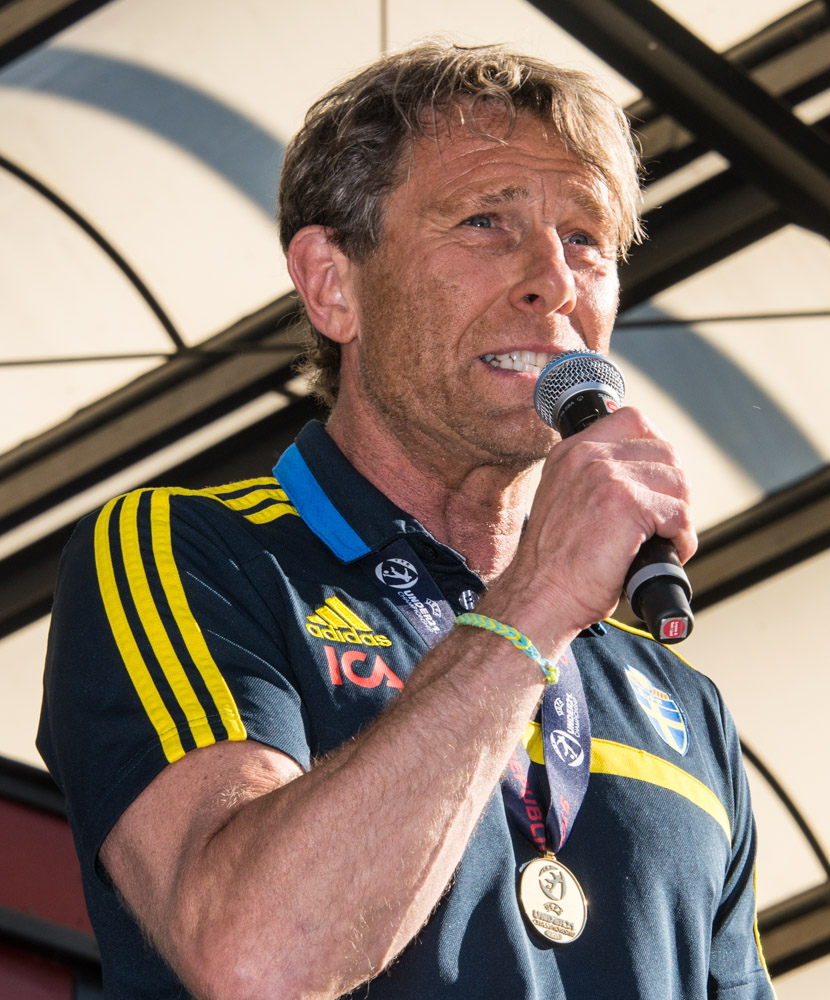
Håkan Ericson (2015)

Håkan Ericson (* 29. Mai 1960) ist ein schwedischer Fußballtrainer. Seit Dezember 2019 ist er Nationaltrainer der Färöer.

## Werdegang
Als Spieler reüssierte Ericson lediglich als Jugendspieler beziehungsweise im unterklassigen Bereich und war für Åby IF, FK Kick und IK Sleipner aktiv. Bereits 1983 übernahm er seinen ersten Trainerposten, als er den FK Kick betreute. In der Spielzeit 1987 war er Cheftrainer beim Viertligisten Råsunda IS, mit dem er zum Saisonende in die dritthöchste Spielklasse aufstieg. Daraufhin verpflichtete ihn der Solnaer Erstligist AIK als Trainerassistent, in den folgenden beiden Spielzeiten unterstützte er Sanny Åslund in der Allsvenskan.
1990 übernahm Ericson wieder ein Cheftraineramt und zeichnete für die Fußballmannschaft des seinerzeitigen Zweitligisten Väsby IK verantwortlich. 1992 übernahm er für eine Spielzeit gemeinsam mit Erik Hamrén den Ligakonkurrenten Vasalunds IF, ehe er zum mittlerweile in die dritte Liga abgestiegenen Väsby IK zurückkehrte. Dort verpasste er als Vizemeister den direkten Wiederaufstieg erst in den Aufstiegsspielen, als sich Stenungsunds IF durchsetzte. Mit nur einer Saisonniederlage stieg der Klub als Staffelsieger in der folgenden Spielzeit in die zweite Liga auf, trennte sich aber angesichts des verpassten Klassenerhalts von Trainer Ericson. Dieser übernahm 1997 für zwei Spielzeiten den Zweitligisten Motala AIF. Anschließend verpflichtete ihn der Ligakonkurrent Nacka FF, mit dem Klub verpasste er jedoch die Qualifikation zur eingleisigen Superettan. Im Herbst 2001 verpflichtete der im Abstiegskampf der Allsvenskan befindliche IFK Norrköping ihn als Assistent von Interimstrainer Tor-Arne Fredheim. Zunächst war er im folgenden Jahr Assistent des neu verpflichteten Trainers Bengt-Arne Strömberg, nach dessen Entlassung im Mai 2002 stieg er zu dessen Nachfolger auf. Als Tabellenvorletzter stieg der Klub jedoch am Ende der Spielzeit 2002 aus der Allsvenskan ab. Als Absteiger reüssierte der Verein jedoch nur im mittleren Tabellenbereich in der Superettan. Im September 2003 trennte sich der Klub von seinem Trainer.
Zunächst lehrte Ericson, der bereits seit 1994 als Riksinstruktör für den Svenska Fotbollförbundet tätig war, ab 2004 an der Universität Örebro im Bereich Trainerausbildung. Ab 2007 war er beim schwedischen Verband für die Trainerausbildung zuständig. Parallel unterstützte er ab 2009 die schwedische U-21-Auswahl beziehungsweise war 2010 nach der Verpflichtung Hamrén als Nationaltrainer als Spielerbeobachter für die A-Nationalmannschaft zuständig, ehe ihn der Verband im November 2010 nach Verpassen der Qualifikation zur U-21-Europameisterschaft 2011 als Nachfolger von Jörgen Lennartsson zum gemeinsamen Trainer der U-21-Auswahl mit Tommy Söderberg beförderte. In der Qualifikation zur U-21-Europameisterschaft 2013 wurde die Auswahlmannschaft Gruppensieger, scheiterte aber im Herbst 2012 in den Play-off-Spielen an Italien. 2015 gewann er mit der U21 Schwedens beim EM-Turnier in der Tschechischen Republik den Titel. Seine Amtszeit endete 2017.
Seit 2019 ist er Nationaltrainer der Färöer-Inseln. Sein größter Erfolg war ein 2:1-Sieg in der UEFA Nations League am 25. September 2022 gegen die Türkei und der Klassenerhalt in Liga C.